# Gyda Westvold Hansen
Pour les articles homonymes, voir Hansen.
Gyda Westvold Hansen, née le 20 avril 2002, est une coureuse norvégienne du combiné nordique. Elle fait partie du club Idrettslaget Nansen (no). Double championne du monde en 2021 et 2023, elle est aussi la détentrice de deux globes de cristal en coupe du monde.

## Biographie
Elle devient championne de Norvège de combiné à Trysil en avril 2018, et à Beitostølen en novembre de la même année. Le 20 décembre suivant, à Park City (USA), en Coupe continentale, elle remporte la première victoire internationale norvégienne de combiné féminin. Le premier septembre 2019, elle remporte à Oberhof (Allemagne) une victoire dans le Grand Prix d'été. En 2020, elle est vice-championne du monde junior en individuel derrière Jenny Nowak et remporte le titre par équipes.
Elle est une cousine de la fondeuse Therese Johaug.
En décembre, à l'occasion de la première course de l'histoire de la Coupe du monde féminine de combiné nordique à Ramsau en décembre 2020, elle se classe deuxième derrière Tara Geraghty-Moats, pour glaner son premier podium.

## Palmarès en combiné nordique

### Championnats du monde
| Épreuve / Édition        | Individuel | Individuel                       | Par équipe mixte                 |
| Épreuve / Édition        | Gundersen  | Mass start                       | Par équipe mixte                 |
| Mondiaux 2021 Oberstdorf | Or         | Épreuve inexistante à cette date | Épreuve inexistante à cette date |
| Mondiaux 2023 Planica    | Or         | Épreuve inexistante à cette date | Or                               |
| Mondiaux 2025 Trondheim  | Or         | Argent                           | Or                               |

### Coupe du monde
- 2 gros globes de cristal :
  - Vainqueur du classement général en 2022 et 2023.
- Trophée de la meilleure sauteuse en 2021, 2022, 2023 et 2024.
- 40 podiums : 23 victoires, 9 deuxièmes places et 8 troisièmes places.
- 3 podiums par équipes mixte dont 3 victoires.

#### Différents classements en Coupe du monde
| Année     | Classement général final |
| 2020-2021 | 2e                       |
| 2021-2022 | 1re                      |
| 2022-2023 | 1re                      |
| 2022-2023 | 2e                       |

#### Détail des victoires
| Édition / Épreuve | Gundersen                                                   | Mass Start           | Compact | Total |
| 2021-2022         | Lillehammer x2 Otepää Ramsau Schonach im Schwarzwald        | Otepää Val di Fiemme |         | 7     |
| 2022-2023         | Lillehammer x2 Ramsau x2 Otepää Seefeld x2 Schonach x2 Oslo |                      |         | 10    |
| 2023-2024         | Lillehammer x2 Ramsau                                       | Otepää               |         | 4     |
| 2024-2025         | Oslo                                                        |                      | Oslo    | 2     |
| Total             | 19                                                          | 3                    | 1       | 23    |

### Championnats du monde junior
- Médaille d'or par équipes en 2020 à Oberwiesenthal.
- Médaille d'argent en individuel en 2020.

### Jeux olympiques de la jeunesse
- Médaille d'or à la compétition par équipes mixtes (ski de fond, combiné et saut) en 2020 à Lausanne.

### Coupe continentale
- Meilleur classement général : 1re en 2022.
- 15 podiums, dont 6 victoires.
- 3 victoires par équipes.

Mise à jour le 20 février 2022.

### Grand Prix
- Vainqueure du classement général en 2021.
- 6 victoires individuelles.

Palmarès après l'édition 2021.

## Palmarès en saut à ski

### Coupe continentale
- 2 victoires.